# Giovanni Antonio Colonna di Cesarò
Don Giovanni Antonio Francesco Giorgio Landolfo Colonna Romano, duca di Cesarò, di Santa Maria dei Maniace e Reitano, marchese di Fiumedinisi, conte di Sant'Alessio, barone di San Calogero, di Giancascio e Realturco, signore di Joppolo (Roma, 22 gennaio 1878 – Roma, 7 novembre 1940), è stato un nobile e politico italiano, ministro delle poste e dei telegrafi del Regno d'Italia.

## Biografia
Figlio del duca siciliano don Calogero Gabriele Colonna Romano di Cesarò (che era stato deputato della sinistra storica) e della baronessa Emmelina de Renzis (sorella di Sidney Sonnino), sposò la nobildonna di origini russe Barbara dei Conti Antonelli, dalla quale ebbe due figlie, Simonetta e Mita.

### La politica
Cesarò, dopo essersi laureato in giurisprudenza, s'impegnò in politica nelle file del Partito Radicale Italiano e ne divenne uno dei principali esponenti, entrando a far parte della direzione centrale nel 1907. A Roma, nel 1909, fu tra i fondatori della rivista nazionalista Carroccio.
Fu eletto deputato alle elezioni del 1909 e a quelle del 1913 nei collegi di Francavilla di Sicilia, Messina e Catania. Fu consigliere comunale di Palermo. 
Nel 1915 fu eletto presidente dell'Associazione nazionale Pro Dalmazia italiana, con vice Enrico Corradini.
Fu nuovamente eletto deputato alle elezioni del 1919 nel collegio di Messina e del 1921 a Catania in una lista di demosociali, agrari, nazionalisti e fascisti.
Con lo scioglimento del partito radicale entrò a far parte, diventandone uno dei capi, del gruppo parlamentare del Partito Democratico Sociale Italiano, una compagine politica della sinistra riformista, formata in gran parte da ex radicali dell'Italia meridionale. Nel 1921 era diventato il primo presidente dell'Istituto per l'Oriente, fondato da Carlo Alfonso Nallino e da Amedeo Giannini.

### Ministro
Cesarò entrò a far parte del primo governo Facta per pochi giorni, come Ministro delle poste e dei telegrafi dal 26 febbraio al 2 marzo 1922 quando si dimise, e non nel secondo. Nell'aprile del 1922 divenne il capo del partito demosociale.
Sempre con la stessa carica ministeriale, entrò dopo la marcia su Roma anche nel governo Mussolini dal 28 ottobre 1922 fino al 5 febbraio 1924, data in cui dette le dimissioni per non partecipare alle elezioni del 1924 con il Listone fascista, ma con il suo partito. 
Fu rieletto deputato anche nel 1924 con i Demosociali, che ebbero 10 seggi, di cui 7 nella sola Sicilia.
Fu tra i capi della secessione aventiniana insieme a Giovanni Amendola e Alcide De Gasperi fino al novembre 1926, anno in cui i deputati aventiniani furono dichiarati decaduti.
Nel 1925 divenne direttore della rivista Lo Stato democratico.

### L'attentato a Mussolini
Cesarò fu sospettato di essere l'organizzatore dell'attentato a Benito Mussolini compiuto da Violet Gibson il 7 aprile 1926.
Vari indizi pesavano su di lui: alcuni testimoni dell'attentato riferirono della presenza di un uomo, dall'aspetto corrispondente a quello del duca, che avrebbe parlato con la Gibson poco prima del fatto; nell'ultimo interrogatorio (16 giugno 1926) la donna fece il nome del duca, dicendo che effettivamente aveva parlato con lei e le aveva consegnato la pistola; la Gibson aveva abitato nella stessa strada dove aveva sede il gruppo romano della Società Teosofica Indipendente (nel cui edificio abitò anche lo stesso Cesarò); nel 1927 una perquisizione in casa di Cesarò portò alla scoperta di documenti che testimoniavano l'esistenza di un complotto di tendenza monarchica per rovesciare il regime; infine, in un colloquio col principe Pietro Ercolani di Bologna, Cesarò aveva sostenuto che l'unico mezzo rimasto per ristabilire la democrazia in Italia era l'assassinio di Mussolini, da attuare non per mezzo di un attentato in un luogo pubblico, ma da qualcuno che avrebbe avuto la possibilità di avvicinarlo facilmente.
La Gibson in seguito ritrattò la confessione (genuina o estorta che fosse); Cesarò sostenne di aver conosciuto la donna a Monaco nel 1912 in occasione degli incontri della Società Teosofica, ma di non averla più rivista in seguito e naturalmente negò di averle parlato poco prima dell'attentato e di averle consegnato la pistola; le indagini non trovarono riscontri su eventuali frequentazioni tra la Gibson e il gruppo teosofico; inoltre la sorveglianza a cui Cesarò era sottoposto fin dal 1925 (a causa della sua partecipazione alla secessione aventiniana) e fattasi più intensa dal giugno 1926, non portò all'individuazione di movimenti o persone sospette gravitanti intorno al duca. 
Lo scrittore Claudio Mauri, nel libro "La Catena invisibile" (Mursia, 2005), sulla base di documenti e testimonianze dell'epoca, ha avanzato l'ipotesi che Cesarò abbia fatto parte di una cosiddetta "catena magica", costituita da cinque persone che, tramite suggestione ipnotica, avrebbero spinto la Gibson a compiere l'attentato.

### Gli ultimi anni
Per alcuni mesi, nel 1930, fece parte dell'Alleanza Nazionale per la Libertà, un movimento antifascista di orientamento liberale conservatore, fino a quando questo movimento fu scoperto dalla polizia.
La sorveglianza fu poi revocata nel 1934. Morì nel 1940.

## L'antroposofia
Cesarò fu uno dei principali promotori in Italia dell'antroposofia. In un primo tempo si era accostato alla teosofia: negli anni precedenti la prima guerra mondiale scrisse articoli sulla rivista Ultra, periodico della Società Teosofica Indipendente diretto da Decio Calvari e partecipò intorno al 1925 ai "Corsi di cultura spirituale" tenuti a Roma presso la sede della stessa Società. In seguito all'uscita di Rudolf Steiner dalla Società Teosofica in polemica con Annie Besant, Cesarò raccontò i retroscena della scissione sulla rivista Rassegna contemporanea, da lui fondata e diretta insieme a Vincenzo Picardi.
La madre di Cesarò (nota anche come Emmelina De Renzis, dal cognome del secondo marito) dirigeva uno dei due gruppi antroposofici di Roma, il "Pico della Mirandola" (l'altro, il "Novalis", era guidato da Giovanni Colazza) e aveva in Italia l'esclusiva per la traduzione delle opere di Steiner. La De Renzis fu in assoluto la prima persona a diffondere le idee di Steiner, traducendole direttamente dagli originali in lingua tedesca di cui era depositaria per gli amici e i frequentatori del suo salotto a Roma e in seguito del suo gruppo antroposofico. Molte delle opere di Steiner furono poi fatte pubblicare da Laterza fra il 1919 e il 1936, su richiesta della De Renzis e grazie all'interessamento di Giovanni Preziosi.
Con sua madre Emmelina de Renzis e con Lina Schwarz rappresentò l'Italia al convegno di Natale per la fondazione della Società Antroposofica Universale, a Dornach,  24 dicembre 1923 - 1 gennaio 1924 , un'altra italiana, Charlotte Ferreri, rappresentò Honolulu.
Cesarò fu ritenuto dall'ambiente antroposofico italiano come il possibile tramite attraverso il quale proporre al governo fascista le idee di Steiner come alternativa spirituale per l'Italia. Sembra infatti che Cesarò abbia tentato di far conoscere a Benito Mussolini il libro di Steiner I punti essenziali della questione sociale rispetto alle necessità della vita nel presente e nell'avvenire nel 1922, quando il duca faceva parte del suo governo, ma che abbia fallito nel tentativo. Anni dopo, poco dopo la costituzione della Repubblica Sociale Italiana, fu fatto un secondo tentativo, stavolta riuscito, ad opera dello scrittore Fabio Tombari; Mussolini, del quale Tombari era amico personale, letto il libro affermò che esso conteneva «la risposta che tanto ho cercato per tutta la vita».

### L'esoterismo
Cesarò fu vicino anche al mondo dell'esoterismo e del neopaganesimo romano di quegli anni. Fu presente nel 1923 alla rappresentazione della tragedia Rumon di Roggero Musmeci Ferrari Bravo, fece parte del Gruppo di Ur (forse con lo pseudonimo di «Arvo», secondo quanto asserito da Renato Del Ponte, oppure con quelli di «Krur» e «Breno», come invece sostiene Piero Fenili Archiviato il 21 gennaio 2022 in Internet Archive.).
A firma Arvo avrebbe scritto il fascicolo settimo del 1928 di "UR", Magia delle statuette, dove si delinea il potere della suggestione ipnotica e quello inerente alla possibilità di un controllo a distanza della volontà delle persone.
Cesarò scrisse inoltre un'opera poderosa dal titolo Il mistero delle origini di Roma. Miti e tradizioni (Milano, La Prora, 1938) nella quale prese le distanze dalle idee espresse da Julius Evola (suo antico amico) in Imperialismo pagano, pur facendo numerosi riferimenti alle esperienze intraprese nel Gruppo di Ur.
Cesarò appartenne inoltre alla Massoneria,, fu membro della Gran Loggia d'Italia, dove raggiunse il 33º e ultimo grado del Rito scozzese antico ed accettato.

## Opere
- Del regime doganale nei rapporti fra colonie e la madre patria. Sezione ottava, tema 3. Secondo Congresso degli italiani all'estero, Roma, Tipografia editrice Nazionale, 1911.
- Spese dipendenti dall'occupazione della Libia. Discorso dell'onorevole Giovanni Colonna Di Cesaro pronunciato alla Camera dei Deputati nella 2. tornate, Roma, Carlo Colombo, 1914.
- Le colonie, Roma, C. A. Bontempelli, 1915.
- Germania imperiale e il suo programma in Italia, Firenze, Libr. Della Voce, 1915.
- Per la Dalmazia italiana. A proposito di una imminente pubblicazione, Roma, Direzione della Nuova antologia, 1916.
- L'Adriatico. Dagli atti del Congresso straordinario dell'Associazione Trento-Trieste, tenutosi a Roma, i giorni 25-26-27 marzo 1917, Roma, Tip. de l'italiana, 1917.
- L'Italia nell'Albania meridionale. Note e documenti, 1917-1918, Foligno, F. Campitelli, 1922.
- Guarda guarda la mostrarda, operetta del 1923.
- Il primo nome di Dio secondo Dante, in "Il Giornale dantesco", XXX, Firenze, 1927, pp. 118–123.
- L'Uomo, in Arturo Onofri (1885-1928), Firenze, Vallecchi, 1930.
- Il "mistero" delle origini di Roma. Miti e tradizioni, Milano, La prora, 1938.
- Saggio d'interpretazione del Vangelo di Luca, Modena, Guanda, 1941.
- Aritmosofia. Numeri, Lanciano, Carabba, 1942.

## Ascendenza
|                                                     |                       |                                                   | Genitori                                 |  |  | Nonni |  |  | Bisnonni                                            |  |  | Trisnonni                                           |  |
|                                                     |                       |                                                   |                                          |  |  |       |  |  | Calogero Gabriele Colonna Romano, IV duca di Cesarò |  |  | Giovanni Antonio Colonna Romano, III duca di Cesarò |  |
|                                                     |                       |                                                   |                                          |  |  |       |  |  | Calogero Gabriele Colonna Romano, IV duca di Cesarò |  |  | Giovanni Antonio Colonna Romano, III duca di Cesarò |  |
|                                                     |                       | Eleonora Requesens                                |                                          |  |  |       |  |  | Calogero Gabriele Colonna Romano, IV duca di Cesarò |  |  |                                                     |  |
| Giovanni Colonna Romano, V duca di Cesarò           |                       |                                                   |                                          |  |  |       |  |  | Calogero Gabriele Colonna Romano, IV duca di Cesarò |  |  |                                                     |  |
|                                                     |                       | Girolama Filangeri                                | Bernardo Filangieri, V principe di Mirto |  |  |       |  |  |                                                     |  |  |                                                     |  |
|                                                     |                       | Girolama Filangeri                                | Bernardo Filangieri, V principe di Mirto |  |  |       |  |  |                                                     |  |  |                                                     |  |
|                                                     |                       | Girolama Filangeri                                | Vittoria Alliata                         |  |  |       |  |  |                                                     |  |  |                                                     |  |
| Gabriele Colonna Romano, VI duca di Cesarò          |                       | Girolama Filangeri                                |                                          |  |  |       |  |  |                                                     |  |  |                                                     |  |
|                                                     |                       | Francesco De Gregorio, marchese di Poggiogregorio | …                                        |  |  |       |  |  |                                                     |  |  |                                                     |  |
|                                                     |                       | Francesco De Gregorio, marchese di Poggiogregorio | …                                        |  |  |       |  |  |                                                     |  |  |                                                     |  |
|                                                     |                       | Francesco De Gregorio, marchese di Poggiogregorio | …                                        |  |  |       |  |  |                                                     |  |  |                                                     |  |
| Maria Giuseppa De Gregorio                          |                       | Francesco De Gregorio, marchese di Poggiogregorio |                                          |  |  |       |  |  |                                                     |  |  |                                                     |  |
|                                                     |                       | Maria Felicia Alliata, duchessa di Saponara       | Vincenzo Alliata, duca di Saponara       |  |  |       |  |  |                                                     |  |  |                                                     |  |
|                                                     |                       | Maria Felicia Alliata, duchessa di Saponara       | Vincenzo Alliata, duca di Saponara       |  |  |       |  |  |                                                     |  |  |                                                     |  |
|                                                     |                       | Maria Felicia Alliata, duchessa di Saponara       | Paola Stagno                             |  |  |       |  |  |                                                     |  |  |                                                     |  |
| Giovanni Antonio Colonna Romano, VII duca di Cesarò |                       | Maria Felicia Alliata, duchessa di Saponara       |                                          |  |  |       |  |  |                                                     |  |  |                                                     |  |
|                                                     | Moise Michele Sonnino | …                                                 |                                          |  |  |       |  |  |                                                     |  |  |                                                     |  |
|                                                     | Moise Michele Sonnino | …                                                 |                                          |  |  |       |  |  |                                                     |  |  |                                                     |  |
|                                                     | Moise Michele Sonnino | …                                                 |                                          |  |  |       |  |  |                                                     |  |  |                                                     |  |
| Isacco Saul Sonnino                                 | Moise Michele Sonnino |                                                   |                                          |  |  |       |  |  |                                                     |  |  |                                                     |  |
|                                                     |                       | …                                                 | …                                        |  |  |       |  |  |                                                     |  |  |                                                     |  |
|                                                     |                       | …                                                 | …                                        |  |  |       |  |  |                                                     |  |  |                                                     |  |
|                                                     |                       | …                                                 | …                                        |  |  |       |  |  |                                                     |  |  |                                                     |  |
| Emmelina Sonnino                                    |                       | …                                                 |                                          |  |  |       |  |  |                                                     |  |  |                                                     |  |
|                                                     |                       | Sidney Tery Arnaud Dudley Menhennet               | …                                        |  |  |       |  |  |                                                     |  |  |                                                     |  |
|                                                     |                       | Sidney Tery Arnaud Dudley Menhennet               | …                                        |  |  |       |  |  |                                                     |  |  |                                                     |  |
|                                                     |                       | Sidney Tery Arnaud Dudley Menhennet               | …                                        |  |  |       |  |  |                                                     |  |  |                                                     |  |
| Georgina Sophia Arnaud Dudley Menhennet             |                       | Sidney Tery Arnaud Dudley Menhennet               |                                          |  |  |       |  |  |                                                     |  |  |                                                     |  |
|                                                     |                       | …                                                 | …                                        |  |  |       |  |  |                                                     |  |  |                                                     |  |
|                                                     |                       | …                                                 | …                                        |  |  |       |  |  |                                                     |  |  |                                                     |  |
|                                                     |                       | …                                                 | …                                        |  |  |       |  |  |                                                     |  |  |                                                     |  |
|                                                     |                       | …                                                 |                                          |  |  |       |  |  |                                                     |  |  |                                                     |  |